# Louda
Louda ist ein tschechischer Familienname. 

## Bedeutung
Aus dem Tschechischen übersetzt kann man den Namen mit Zauderer, Tändler, Trödler oder Bummler interpretieren.

## Namensträger
- Matthias Louda von Klumtschan († 1460), böhmischer Heeresführer und Diplomat
- Jan Louda (* 1999), tschechischer Badmintonspieler